# Moken
Die Moken (Thai: มอเกน) sind eines der südostasiatischen Völker, die als Seenomaden in der östlichen Andamanensee, in der Straße von Malakka und dem südchinesischen Meer leben. Ihre Lebensweise ist halbnomadisch. Während der Zeit des Monsuns bleiben sie auf den Inseln, in der übrigen Zeit des Jahres ziehen sie mit Booten von Insel zu Insel und leben vorwiegend vom Fang von Fischen, sowie von Meeresfrüchten. Durch ständiges Tauchen nach ihrer Lebensgrundlage ohne technische Hilfsmittel erlangen die Pupillen der Moken die Fähigkeit, sich besser an die Gegebenheiten unter Wasser anzupassen, was ihre Sehfähigkeit dort stark verbessert.
Die Moken werden in der älteren Literatur oft auch als „Seezigeuner“ (englisch: Sea Gypsies) bezeichnet, eine pejorative Sammelbezeichnung für verschiedene Ethnien, ähnlich der thailändischen Bezeichnung Chao Leh (ชาวเล – wörtl. Leute der See), oder auch Chao Naam (ชาวน้ำ wörtl. Wasservolk). Hingegen bezieht sich der birmanische Name Selung (auch Selon, Salon oder Salone) nur auf die Moken.
Sie werden von manchen Autoren in zwei Gruppen unterteilt, die Moken Pula (im Gebiet der burmesischen Inseln der Andamanensee) und die Moken Tamub (auf den Surin-Inseln, in der Gemeinde Ko Phra Thong im Landkreis Khura Buri und an der Küste des Landkreises Takua Pa in der Provinz Phang Nga in Südthailand). Es sind aber auch andere Unterteilungen gebräuchlich.
Nahe Verwandte der Moken sind die in Thailand lebenden Moklen in Takua Pa, auf Phuket (เกาะภูเก็ต) und umgebenden Inseln.
Die Moken, Moklen und die Urak Lawoi (am Rawai-Beach auf Phuket, auf den Siray-Inseln, auf Phi Phi (หมู่เกาะพีพี), Lanta (เกาะลันตา), Muk (เกาะมุก), Bulon (เกาะบุโหลน), Lipe (เกาะหลีเป๊ะ) und Adang (เกาะอาดัง)) werden von den Thais meist mit dem ungenauen Terminus Chao Leh bezeichnet und fälschlich als eine Gruppe betrachtet.

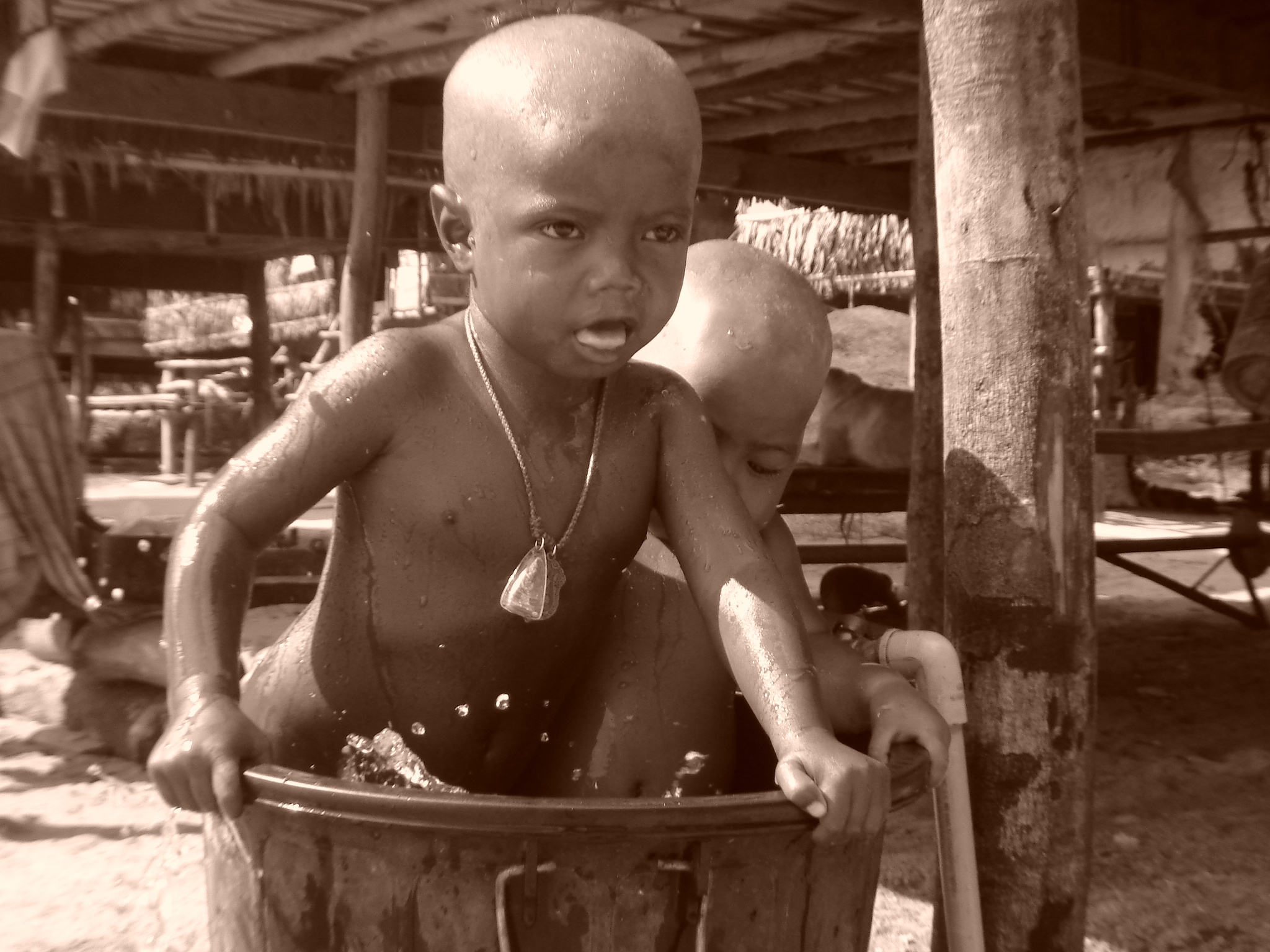
Moken-Kinder (Südostasien)

## Sprache, Herkunft und Siedlungsraum
Die Sprache der Moken gehört zum westlichen Zweig der malayo-polynesischen Sprachen, einer Untergruppe der austronesischen Sprachfamilie. Ethnologen vermuten, dass die Vorfahren der Moken Proto-Malaien waren, die, aus dem südchinesischen Raum kommend, etwa 2500 v. Chr. die malaiische Halbinsel und Borneo besiedelten. Auch heute noch leben dort etwa 70.000 direkte Nachfahren dieser frühen Bewohner der Region (Westmalaysia: Orang Asli = ursprüngliche Menschen, Borneo: Dayak). Nachdem die Vorfahren der Moken die Lebensweise von Seenomaden angenommen hatten, erweiterten sie ihr Siedlungsgebiet im Westen über die Inseln der Andamanensee und im Osten bis zum Sulu-Archipel (heute Teil der Philippinen).
Mit der Zuwanderung weiterer Völker im gesamten südostasiatischen Raum, der Entstehung verschiedener Reiche, der Periode des Kolonialismus und der Entstehung der heutigen Staaten erfuhren die Seenomaden immer wieder Einschränkungen ihrer nomadischen Lebensweise. Der Siedlungsraum der Moken konzentrierte sich schließlich in der östlichen Andamanensee, vom heutigen Myanmar im Norden über Thailand und Malaysia bis zu den indonesischen Inseln im Süden.
Zwar leben viele Moken auch heute noch halbnomadisch auf ihren Booten und den Inseln der Andamanensee, der Bewegungsfreiraum ist allerdings stark eingeschränkt. Vor allem in Thailand wurden sie in der Vergangenheit dazu gedrängt, sesshaft zu werden. Die traditionelle nomadische Lebensweise konnten vor allem jene Moken erhalten, die im Mergui-Archipel im Süden Myanmars leben. Ihre Zahl wird auf mehrere Tausend geschätzt. Jedoch hat auch die Regierung Myanmars damit begonnen, die Seenomaden dazu zu drängen, sich auf der Insel Pu Nala niederzulassen. Nur wenige Moken besitzen allerdings Pässe der Länder, in denen sie leben; die Mehrzahl ist staatenlos.

## Gesellschaft
Eine zentrale Rolle im Leben der Moken spielen naturgemäß ihre Boote, Kabang genannt. Sie waren (und sind es für die nomadisch Lebenden immer noch) die „Häuser“ der Moken, einschließlich Küche, Schlafplatz und Wohnzimmer. In Gruppen von etwa sechs bis zehn Booten, von denen jedes eine Familie beherbergt, ziehen sie von Insel zu Insel. Etwa acht Monate des Jahres verbringen die Seenomaden auf dem Meer. Nur während der Zeit des Monsun, der, regional unterschiedlich, zwischen Juni und November auftritt, besiedeln sie für wenige Monate die Inselküsten. Diese Zeit wird genutzt, um die Boote zu reparieren und, wenn es erforderlich ist, neue zu bauen.

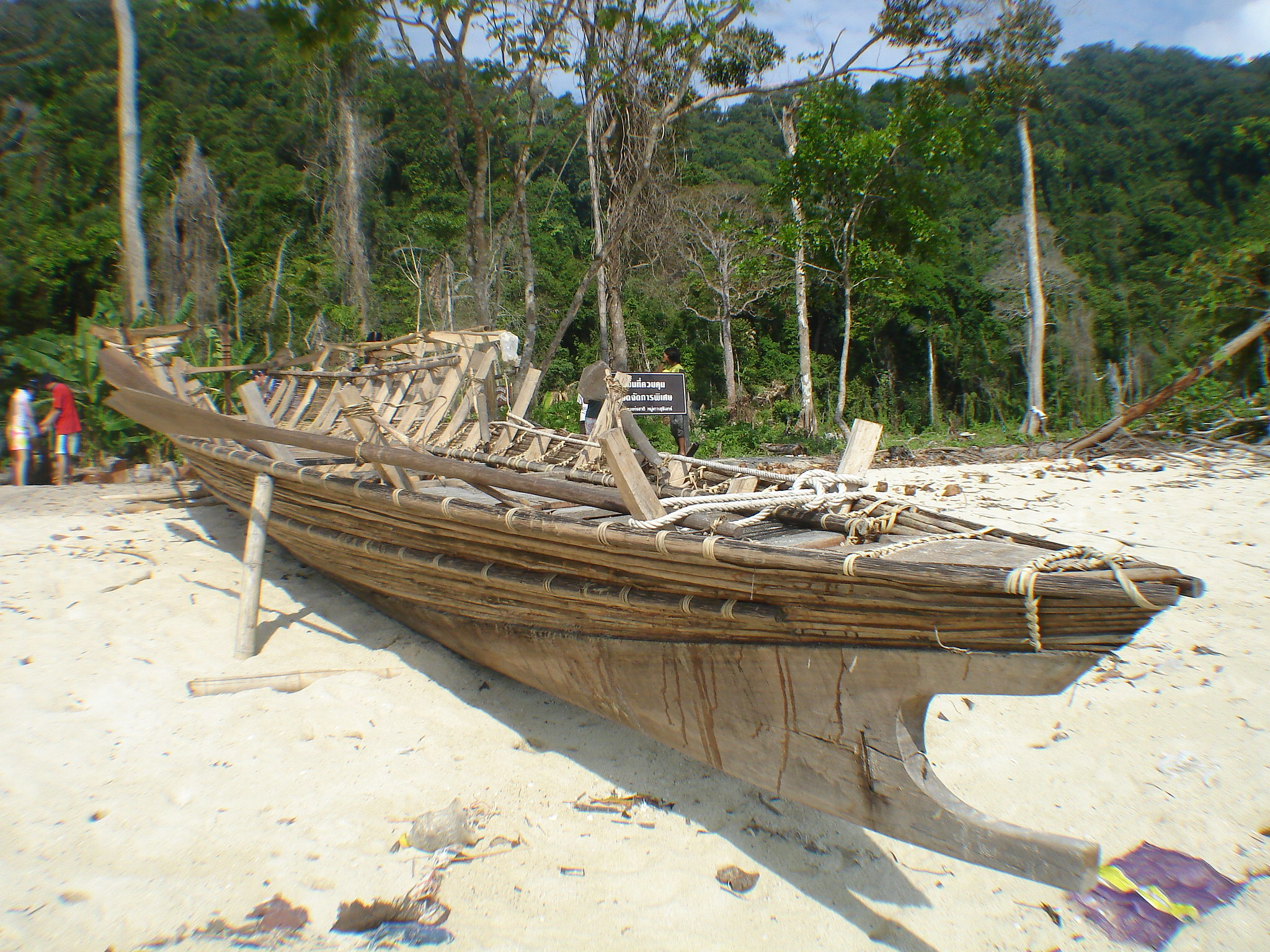
Ein Boot der Moken (Surin, Thailand)

Traditionell zählen das Bauen der Boote, das in Gemeinschaftsarbeit erfolgt, das Fischen mit Netzen, Speeren und Fallen und das Tauchen nach Muscheln, Seegurken und anderen Meeresfrüchten zu den Aufgaben der Männer. Die Frauen sorgen für die Kinder und die Unterkünfte an den Küsten der Inseln. Lebensgrundlage ist immer noch vor allem das Meer, also der Fischfang. Daneben nutzen sie auch eine Vielzahl von Pflanzen als Lebensmittel, als Medizin, als Baumaterial und zur Herstellung von Haushaltsgegenständen, Musikinstrumenten oder Werkzeugen.
Fische und Meeresfrüchte dienen vor allem dem Eigenbedarf, Überschüsse werden dazu genutzt, um sie auf Märkten zu verkaufen. Dafür werden Reis, Öl, Benzin für die zunehmend Verwendung findenden Motoren der Boote, Netze und Alltagsgegenstände gekauft. Daneben gewinnen auch Einkünfte aus dem in dieser Region erst beginnenden Tourismus an Bedeutung.
Problematisch sind, wie fast überall, wo staatliche Autoritäten die traditionelle Lebensweise indigener Völker zu reglementieren versuchen, die Lebensumstände derjenigen, die dem Druck nachgaben und sesshaft wurden. Der Verlust der traditionellen Lebensweise geht oft einher mit dem Verlust der eigenen Kultur und der allmählichen Assimilation an die Mehrheitsvölker der Region. Versuche, die Kinder der Moken in das staatliche Schulsystem zu integrieren, schlugen bisher allerdings zum Großteil fehl. Die Kinder ziehen es meist vor, mit den Erwachsenen zum Fischen aufs Meer zu fahren.
Ein spezielles Problem ist der Umgang skrupelloser Geschäftsleute mit den „Seezigeunern“, die zum Beispiel auf Phuket Touristen in Bussen oder mit Ausflugsbooten zu deren Siedlungen bringen, als wären sie Zoos für Menschen. Seit 1997 existiert das Andaman-Pilot-Projekt der UNESCO. Es soll den Moken helfen, ihre traditionelle Lebensweise zu bewahren und auf eine Weise an die veränderten Rahmenbedingungen (staatliche Reglementierungen, Tourismus etc.) anzupassen, die ihre Kultur und ihr Wissen um das Meer und die örtliche Natur erhält. Ziel ist es, den Moken nicht nur wieder weitgehende Selbstbestimmung zu ermöglichen, sondern auch ihre Naturkenntnis für eine nachhaltige Entwicklung des Tourismus in der Region zu nutzen.
Ein existentielles Problem für die Moken, wie für alle Seenomaden der Region, ist der allmähliche Entzug ihrer Lebensgrundlage, der Fischerei, durch die Konkurrenz der großen Fischereiflotten. Die Trawler (Schleppnetzfischer) verlegen ihre Fanggebiete von der Hochsee immer näher zu den Küsten, also in die traditionellen Fanggründe der Seenomaden, und machen es diesen immer schwerer, noch ergiebige Fänge einzubringen.
Das Erdbeben im Indischen Ozean im Dezember 2004 zerstörte eine Reihe von Siedlungen der Moken auf den Inseln der Andamanensee, vor allem auf den Surin-Inseln, auf Phuket und Ko Phi Phi. Da sie die Vorzeichen des Tsunami, in ihrer Sprache „die Welle, die Menschen isst“ – das sich zurückziehende Meer – erkannten, konnten sie sich selbst und einige Touristen rechtzeitig in Sicherheit bringen, und es war nur ein Todesopfer zu beklagen. Dank privater Spenden und der Unterstützung durch die UNESCO und durch den höchsten Rat der buddhistischen Religionsgemeinschaft in Thailand (Sangkarat) konnten die auf das Festland geflüchteten Moken bereits im Januar 2005 wieder auf die Inseln zurückkehren und mit dem Notwendigsten versorgt werden (Werkzeuge, Küchenutensilien u. ä.).
Die Pfahlhütten, die ohnehin jährlich erneuert werden, konnten innerhalb weniger Tage neu errichtet werden. Das Hauptproblem ist, die zerstörten Boote zu ersetzen.

## Religion
Die Ethnische Religion der Moken ist animistisch, bestimmt vom Glauben an Naturgeister und die Geister der Ahnen. Schamanen stehen im Kontakt mit der Geisterwelt, treffen Weissagungen und sind vor allem auch die Heiler der Gemeinschaft. Das wichtigste Fest des Jahres ist das Ne-en Lobong, in dessen Zentrum die Lobong stehen, Pfähle, die die Geister der Ahnen beherbergen. Zu diesem Fest kommen Verwandte und Freunde aus weit entfernten Gebieten zusammen. Für drei Tage und Nächte ruht die Arbeit. Stattdessen wird gefastet und gesungen, Tänzer versetzen sich in Trance. Zum Abschluss wird manchmal ein kleines Boot, das Lajang, aufs Meer gebracht, das Unglück, Krankheit und böse Kräfte davontragen soll.